# Hongqi CA72
Der Hongqi CA72 ist die erste Repräsentationslimousine, die in der Volksrepublik China konstruiert und gebaut wurde. Der von 1958 bis 1965 produzierte CA72 stand ausschließlich staatlichen Einrichtungen und der Führung der KPCh zur Verfügung und wurde bis in die 1970er-Jahre hinein regelmäßig bei öffentlichen Veranstaltungen eingesetzt. Zahlreiche Details zu Technik und Produktion sind ungeklärt.

## Entstehungsgeschichte
Der Hongqi CA72 wurde von dem in Changchun ansässigen Unternehmen China FAW Group (FAW) entwickelt, das 1953 mit technischer und finanzieller Unterstützung der Sowjetunion gegründet worden war. FAW produzierte zunächst vor allem Nutzfahrzeuge, insbesondere schwere Lastkraftwagen nach sowjetischem Vorbild. 1958 begann in China die Kampagne Der Große Sprung nach vorn, zu deren Zielen es gehörte, den Rückstand Chinas zu den westlichen Industrieländern aufzuholen. Die Auswirkungen dieser Initiative waren auch im Automobilbereich zu spüren: Ab 1958 begannen mehrere chinesische Werke, Personenkraftwagen für die zivile Nutzung zu konstruieren. Einer der ersten PKW war die von FAW entwickelte Mittelklasselimousine Dongfeng CA71, die im Grunde ein Nachbau des französischen Simca Vedette war. Zu dieser Zeit begann FAW auch, Repräsentationsfahrzeuge für die Spitzenpolitiker zu entwickeln. Die Initiative hierfür soll vom Parteivorsitzenden Mao Zedong selbst ausgegangen sein, der 1955 oder 1956 den Wunsch geäußert hatte, bei Kongressen der KPC anstelle sowjetischer Limousinen mit einem Auto aus nationaler Fertigung vorzufahren.
Im August 1958 war der erste Prototyp einer Repräsentationslimousine fertiggestellt. FAW gab dem Auto die Modellbezeichnung Hongqi (Kurzzeichen: 红旗; nach älteren Transkriptionen auch Hongki oder HongShi, im englischen Sprachraum auch offiziell „Red Flag“), die sich auf das Revolutionssymbol der Roten Fahne bezog.
Der erste Prototyp entsprach in den Dimensionen und in den technischen Grundstrukturen bereits dem späteren Serienmodell. Im Karosseriebereich bestanden allerdings erhebliche Unterschiede. Beim Prototyp verlief ein breiter Chromstreifen an den Wagenflanken. Über den Hinterrädern befand sich ein großer Lufteinlass, dessen Rand ebenfalls verchromt war. Der fächerförmige Kühlergrill war unten sehr schmal und öffnete sich weit nach oben. Diese Elemente entfielen bei der Serienversion. In der Automobilliteratur wird der Prototyp als unattraktiv und grobschlächtig beschrieben. In den folgenden sechs Monaten entstanden sechs weitere Prototypen, unter ihnen zwei viertürige Cabriolets, die sich alle in Details voneinander und von der späteren Serienversion unterschieden.
1959 nahm FAW schließlich die Serienfertigung der nun als Hongqi CA72 bezeichneten Limousine auf, die je nach Quelle bis 1965 oder 1967 andauerte. Bis 1962 konkurrierte der CA72 mit der von Beijing Automobile Works produzierten Limousine Beijing CB4, die moderner aussah, sich letztlich allerdings nicht durchsetzen konnte. Anders als der CB4 wurde der Hongqi CA72 im Laufe der Jahre in Details technisch verbessert. Das betraf unter anderem die Bremsen, die bei den ersten Fahrzeugen zu schwach dimensioniert waren. Ab 1965 wurde der Hongqi als CA770 bezeichnet. Äußerlich und technisch war der CA770 weitestgehend mit dem CA72 identisch.

## Technik und Aufbau

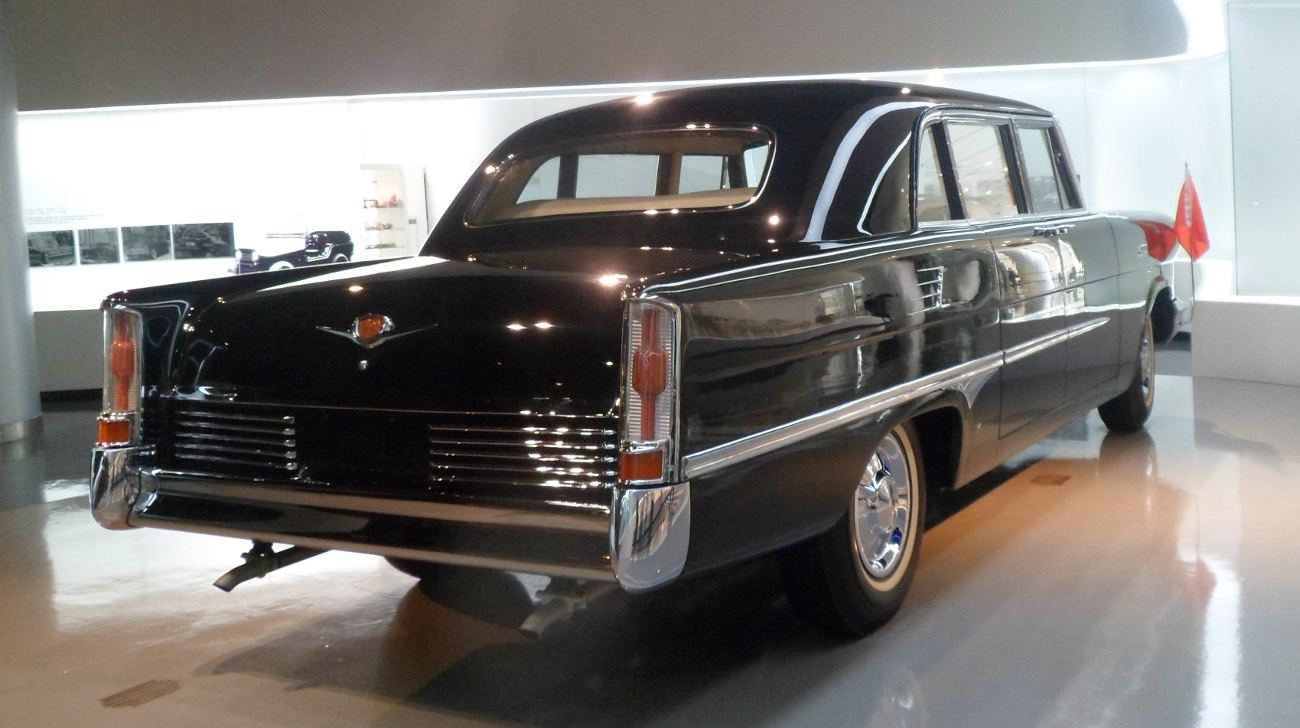
Rückleuchten im Stil traditioneller chinesischer Laternen: Hongqi CA72

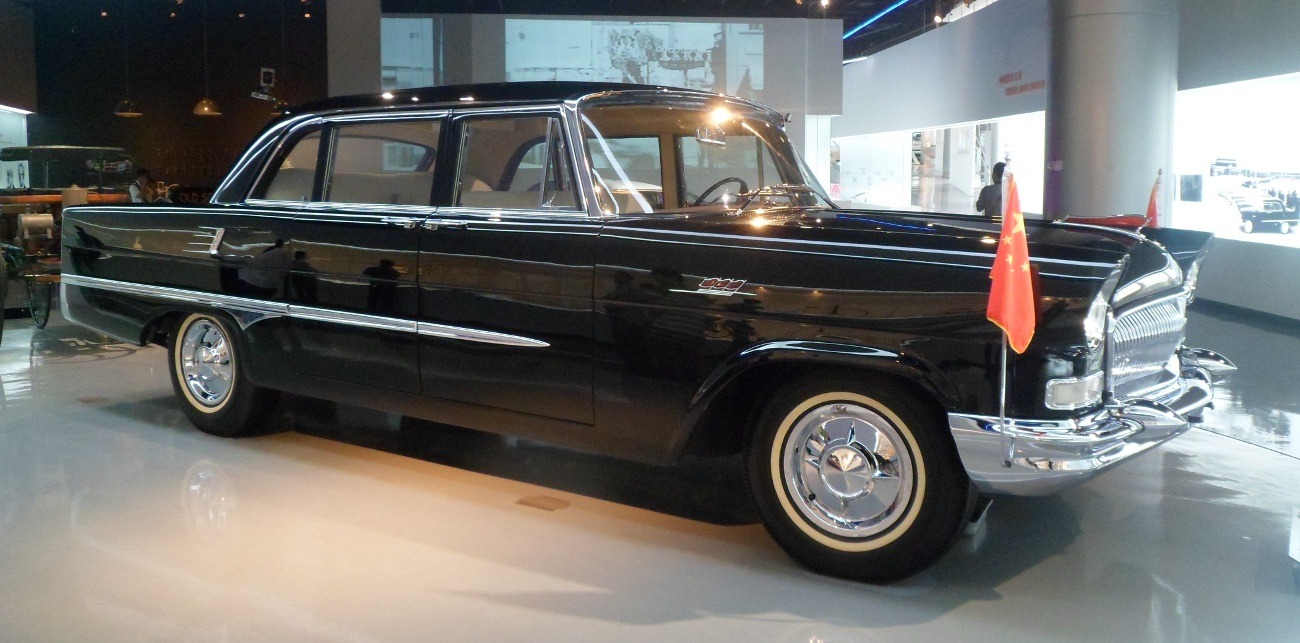
Hongqi CA72

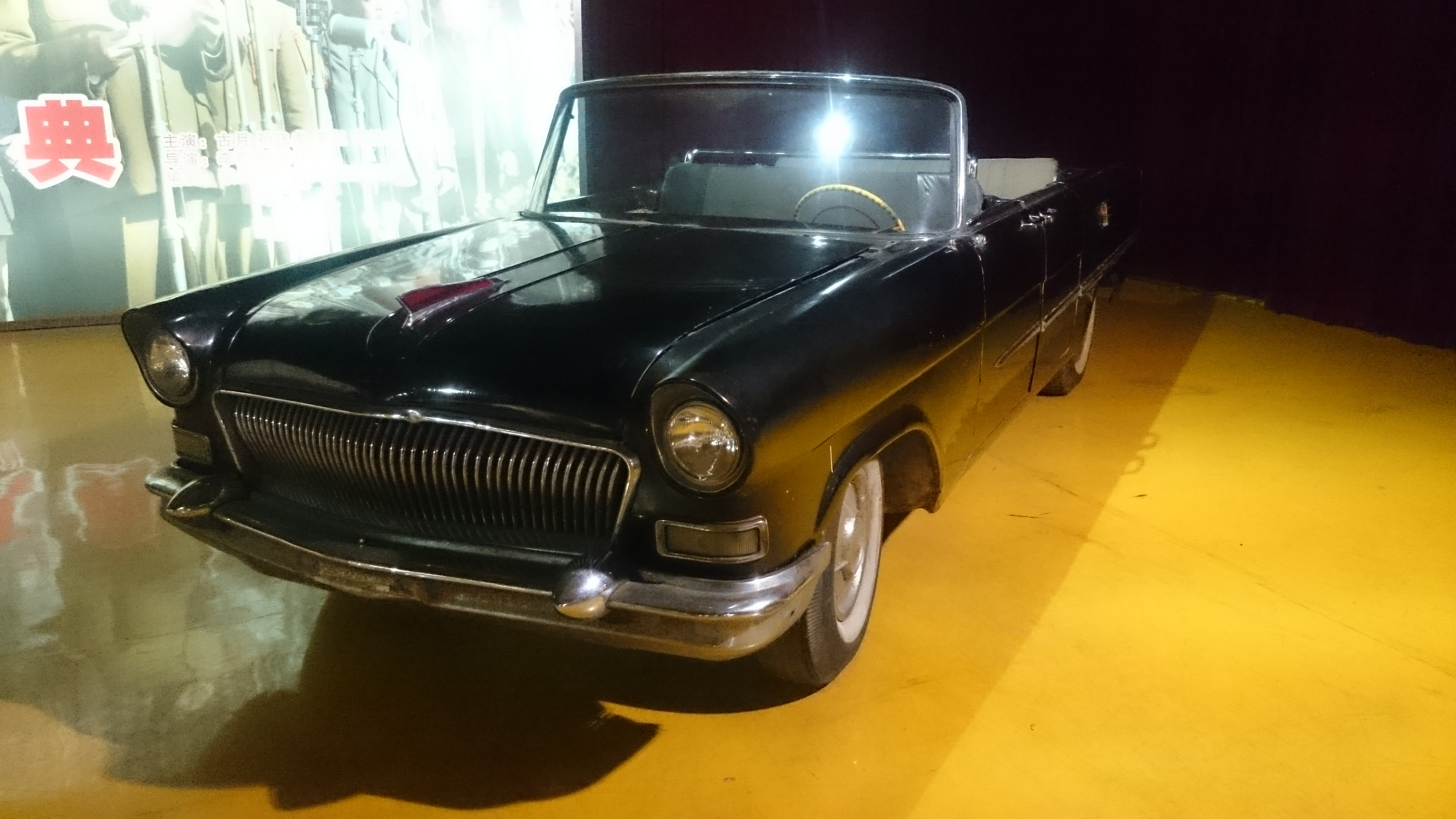
Nur zweimal gebaut: Hongqi CA72 Cabriolet

### Konstruktion
In der Automobilliteratur besteht Einigkeit darüber, dass der Hongqi CA72 keine chinesische Eigenkonstruktion ist. Am weitesten verbreitet ist die Auffassung, dass sich die Konstruktion in technischer und stilistischer Hinsicht eng an Fahrzeuge des US-amerikanischen Herstellers Chrysler anlehnte. Regelmäßig wird dabei eine Verbindung zu den Chrysler-Limousinen des Modelljahrgangs 1955 hergestellt. Es gibt Berichte, dass Techniker von FAW anlässlich der Entwicklung des Hongqi einen 1955er Chrysler der Jilin-Universität auseinandernahmen und die Bauteile überwiegend kopierten. Nach einer anderen Quelle ist die Konstruktion des Hongqi CA72 sowjetischen Ursprungs; dabei wird – ohne nähere Erläuterung – auf den ZIL-111 Bezug genommen, der seinerseits von dem US-amerikanischen Packard Patrician beeinflusst war.

### Technik
Der Hongqi CA72 hatte einen Leiterrahmen aus Stahl mit zusätzlichen Kreuzverstrebungen. Vorne waren die Räder an Querlenkern und Schraubenfedern einzeln aufgehängt, hinten wurde eine Starrachse mit Blattfedern verwendet. 
Die Prototypen und „einige der allerersten Serienmodelle“ hatten einen V8-Motor mit 5,3 Liter Hubraum. Kurz nach Beginn der Serienfertigung wurde der Hubraum des Motors auf 5,6 Liter erhöht. Mit dieser Version waren ab 1960 alle Serienexemplare des CA72 ausgestattet. Der 5,6-Liter-Motor leistete je nach Quelle etwa 210 PS (155 kW), 220 SAE-PS (162 kW) oder 223 PS (164 kW) bei jeweils 4400 Umdrehungen pro Minute. Für die Serienversion der CA-Baureihe werden in den vergleichsweise wenigen Quellen übereinstimmend eine Zylinderbohrung und ein Kolbenhub von 100,0 × 90,0 Millimeter genannt, woraus ein Hubraum von 5655 Kubikzentimeter resultiert. Das wassergekühlte Triebwerk hat zwei hängende Ventile pro Zylinder, die durch eine einzelne zentrale Nockenwelle gesteuert werden (OHV-Ventilsteuerung). Weitere Details sind ein klassischer Zylinderbankwinkel von 90 Grad und eine Lagerung der Kurbelwelle in fünf Hauptlagern. Die Gemischaufbereitung des mit 8,5:1 verdichteten Motors erfolgt mittels Vergaser.
Es gibt Berichte, nach denen sich auch die Konstruktion des Motors an einem Vorbild von Chrysler orientierte. Allerdings hatte keiner der zeitgenössischen V8-Motoren im Chrysler-Konzern einen Hubraum von 5,65 Liter. Auch ist der Hongqi-Motor nach dem metrischen Maßsystem, nicht dem angloamerikanischen konstruiert. Die Zylinderbohrung entspricht vielmehr derjenigen der V8-Motoren der 1958 vorgestellten sowjetischen Repräsentationslimousine ZIL-111 und dem davon abgeleiteten des GAZ-13 Tschaika; diese waren ihrerseits ab 1956 gemeinsam mit dem Motor des mittelschweren Lastkraftwagens ZIL-130 entwickelt worden und unterscheiden sich im Wesentlichen nur durch eine andere Kurbelwelle und geänderte Vergaserbestückung.
Die Kraftübertragung des Hongqi erfolgte je nach Quelle über ein zwei- oder ein dreistufiges Automatikgetriebe. Ersteres würde ihn mit den frühen Ausführungen des ZIL einen, Letzteres mit dessen späteren Versionen sowie dem GAZ-13 Tschaika.
Das Leergewicht war mit 2000 kg angegeben. Das Gesamtgewicht des Autos betrug 2800 kg. Die Fahrzeuge waren bei 340 cm Radstand und 155 cm Spurweite 574 cm lang, 200 cm breit und 167 cm hoch. Eine andere Quelle gibt davon geringfügig abweichend 573 cm Länge und 201 cm Breite an.

### Aufbau
In stilistischer Hinsicht orientierte sich FAW nach überwiegender Auffassung an dem von Virgil Exner geschaffenen Hundred Million Dollar Look, der 1955 und 1956 alle Modelle des Chrysler-Konzerns prägte. Die Grundform des Prototyps wurde für die Serienversion beibehalten. Während der erste Prototyp allerdings nur zwei Seitenfenster hatte, befand sich bei den Serienmodellen zwischen der Hintertür und der D-Säule ein drittes Seitenfenster. Einige Designdetails des CA72 nahmen traditionelle chinesische Motive auf. Der verchromte Kühlergrill hatte die Form eines geöffneten Fächers, wobei sich Detailgestaltung bei den Serienmodellen von den früheren Prototypen teilweise erheblich unterschied. Aufgrund der zahlreichen verchromten Senkrechtstäbe im Kühlergrill wird mitunter auch eine gestalterische Ähnlichkeit zu früheren Modellen der US-amerikanischen Marke Nash gesehen. Vereinzelt wird der Hongqi auch unverblümt als „Packard-Klon“ bezeichnet. Die vertikal angeordneten Heckleuchten, die sich hinter einer Glasabdeckung befanden, stilisierten die Form traditioneller chinesischer Laternen.
FAW fertigte den CA72 mit unterschiedlichen Aufbauten:
- Die am häufigsten produzierte Version war eine geschlossene viertürige Limousine mit langem Radstand. Die Türen des Fahrgastraums waren hinten angeschlagen.
- Davon abgeleitet war ein viertüriges Vollcabriolet, das vor allem bei Paraden zum Einsatz kam. Es hatte im Fahrgastraum einen ebenen Boden und war mit einem Haltebügel ausgestattet, sodass die Fahrgäste auch während der Fahrt im geöffneten Auto stehen konnten.[19]

Das Design des CA72 greift Hongqi seit 2009 für seine aktuellen, im Retro-Design gestalteten Repräsentationslimousinen der L-Serie auf, namentlich bei den Varianten L9 (seit 2009, extra lang), L7 seit (2012, mittellang) und L5 (seit 2013, Standardlänge).

## Produktion und Verbreitung
Der Hongqi CA72 wurde bei FAW in Handarbeit hergestellt. Die Serienproduktion umfasste 198 Limousinen, zwei Cabriolets und drei verlängerte Limousinen mit drei Sitzreihen. Hinzu kamen sieben Prototypen, darunter zwei Cabriolets.
Ein Verkauf auf dem freien Markt fand nicht statt. Die Fahrzeuge blieben nahezu ausschließlich in China. Nur wenige Exemplare wurden an die Regierungen kommunistischer Nachbarstaaten geliefert, einige beispielsweise an Nordkorea. Dort kopierte man sie allerdings ihrerseits und ersetzte sie durch sehr ähnliche Fahrzeuge mit eigener Markenbezeichnung.
Außerhalb der Volksrepublik China konkretisierten sich die Informationen zum Hongqi CA72 ab 1960. In diesem Jahr wurde er auf der Leipziger Frühjahrsmesse ausgestellt, die auch für westliche Journalisten zugänglich war. Über einer hochwertig ausgestatteten Limousine prangte in deutscher und chinesischer Sprache die Mitteilung: „Dem großen Sprung nach vorn im Jahre 1958 folgend, hat das chinesische Volk 1959 einen weiteren großen Sprung nach vorn verwirklicht.“ Im Jahr davor waren an gleicher Stelle bereits die optisch wie technisch ähnlichen sowjetischen Repräsentationslimousinen ZIL-111 und der etwas kleinere GAZ-13 Tschaika als Neuheiten vorgestellt worden. Ab 1960 erschienen regelmäßig Berichte zum Hongqi in den Automobilkatalogen der Schweizer Zeitschrift Automobil Revue. Eine sehr luxuriös ausgerüstete Limousinenversion zeigte der chinesische Staat auch 1965 in Paris. Bei beiden Ausstellungen dienten die Fahrzeuge allein zur Leistungsschau, ohne dass ein Export in kommunistische oder westliche Staaten zum freien Verkauf angestrebt wurde.
Nach frühen Berichten soll die Staatslimousine – entsprechend ihrem Haupteinsatzort – in den „Automobilwerken Peking“ gebaut worden sein; erst später erfolgte eine Zuordnung zu der Automobilfabrik in der Mandschurei.
Nur vereinzelt gelangten Exemplare nach Europa und in private Hände. Ein CA72 stand 2013 in Rumänien.